# Armenska tajna armada za osvoboditev Armenije
Armenska tajna armada za osvoboditev Armenije (ASALA, francosko Armée Secrète Arménienne de Libération de l’Arménie, angleško Armenian Secret Army for the Liberation of Armenia) je nekdanja teroristična skupina. Delovala je tudi pod imeni Orlyška skupina (The Orly Group) in Organizacija 3. oktober (3rd October Organization).
Marksistično-leninistično teroristično skupino sta leta 1975 ustanovila Hagop Tarakčjan in Hagop Hagopjan, ki jo je tudi vodil. Njen namen je bil prisiliti turške oblasti, naj priznajo svojo vlogo v armenskem genocidu leta 1915 ter se oddolžijo preživelim oz. njihovim družinam in se odpovedo delu turškega ozemlja, kjer bi nastala avtonomna armenska država in se združila z Armensko SSR.
Dejavnost skupine se je pričela z bombnimi napadi in atentati na turške cilje. Prvi bombni napad so izvedli na urad Svetovnega cerkvenega sveta (angl. World Council of Churches - WCC) v Bejrutu. Njihova prva smrtna žrtev, za katero so prevzeli odgovornost, je bil turški diplomat Oktay Cerit, ubit 16. februarja 1976 v Parizu. Skupinin manifest v 8 točkah je bil objavljen leta 1981.
Najhujši bombni napad so izvedli 7. avgusta 1982, ko so na letališču v Ankari ubili 9 ljudi in jih 70 ranili. V bombnem napadu 15. julija 1983 na pariškem letališču Orly je bilo ubitih 8 in ranjenih več kot 50 ljudi. Po tem napadu se je skupina razcepila na »Nacionaliste« (ASALA-Militant) in »Ljudsko gibanje« (ASALA-Mouvement Révolutionnaire).
V 80. letih je skupina dobivala pomoč iz Sirije in Libije, morda tudi iz Francije in Sovjetske zveze. Povezana je bila s Palestinsko osvobodilno organizacijo (PLO), Ljudsko fronto za osvoboditev Palestine (PFLP) in Splošnim poveljstvom PFLP (PFLP-GC). Izraelska zasedba Libanona leta 1982 je močno prizadela delo skupine. Preselila se je v Sirijo in se s tem oddaljila od PLO. Napetosti med skupinama so na koncu privedle do tega, da je PLO leta 1983 francoskim obveščevalnim službam izročila dokumente s podrobnostmi o Asalinih operativcih.
Hagop Tarakčjan je že leta 1980 umrl za rakom, Hagop Hagopjan pa je bil 25. aprila 1988 ubit na svojem domu v Atenah. Skupina, kjer je prihajalo do notranjih razkolov, ni več udarila, je pa vzpostavila nekaj povezav z ravno tako protiturško Delavsko stranko Kurdistana (PKK).